# Cordyline schlechteri
Cordyline schlechteri là một loài thực vật có hoa trong họ Măng tây. Loài này được Lauterb. mô tả khoa học đầu tiên năm 1913.